# 蔵王 (合唱組曲)

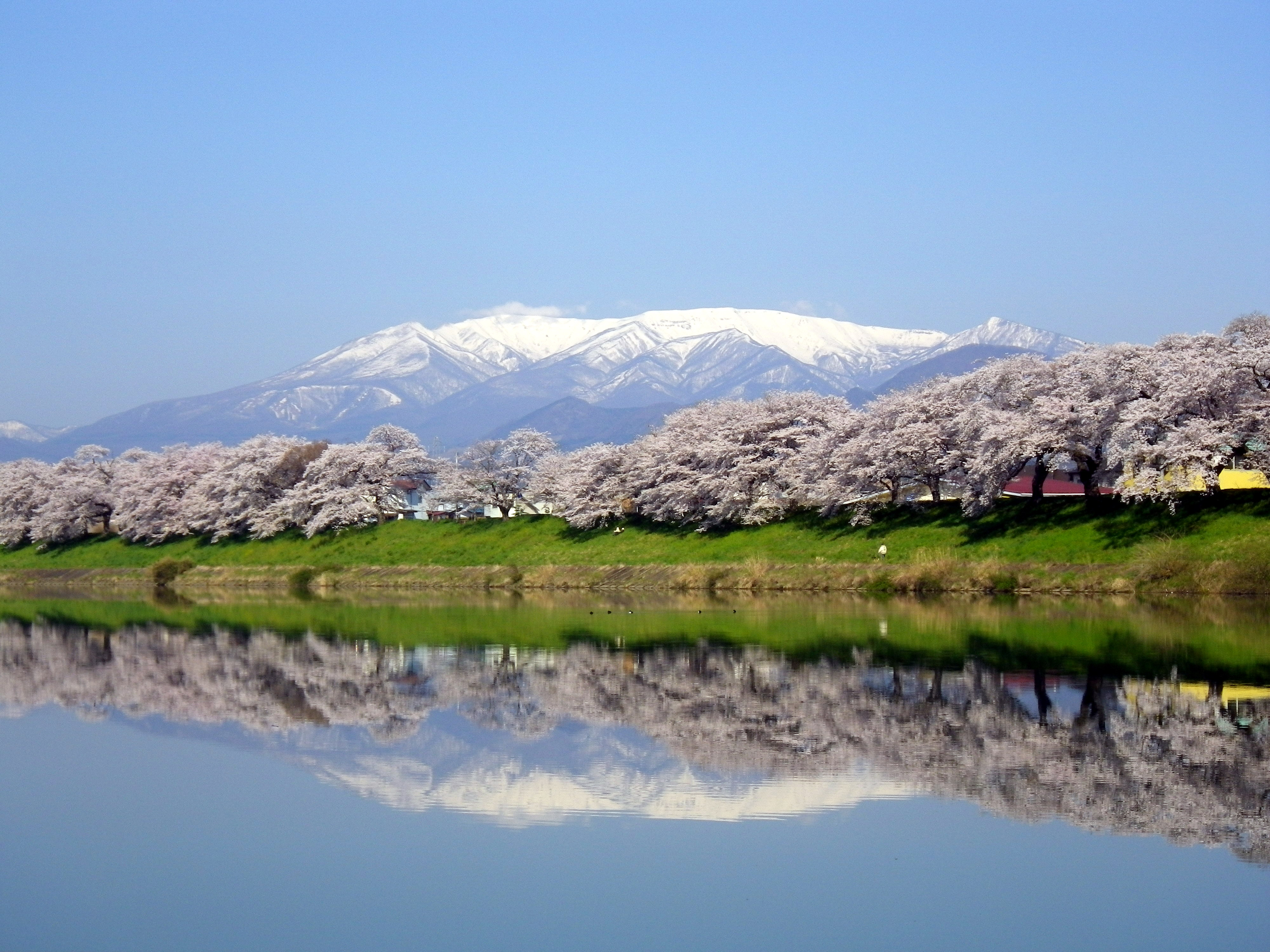
蔵王連峰

混声合唱のための組曲『蔵王』（こんせいがっしょうのためのくみきょく「ざおう」）は、尾崎左永子作詞、佐藤眞作曲の合唱組曲。蔵王連峰での四季の移り変わりを、特に冬を中心に描いている。

## 概説
1961年に第16回文部省芸術祭合唱部門参加作品として、ニッポン放送の依頼を受けて作曲された。入賞はならなかったものの、当時東京芸術大学専攻科（現在の大学院）在学中だった作曲者が「広く一般に歌われるように技術的にやさしいものを目指した」と語る通り、いまなお多くの合唱団に愛唱され続けている。なお、1991年に改訂されている。 
特に合唱指揮者の浅井敬壹がこの曲を得意とし、全日本合唱連盟主催コーラスワークショップで「歌い継がれる歌」という講座で取り上げるほか、演奏会の客演等でたびたびこの曲を演奏している。

## 曲目

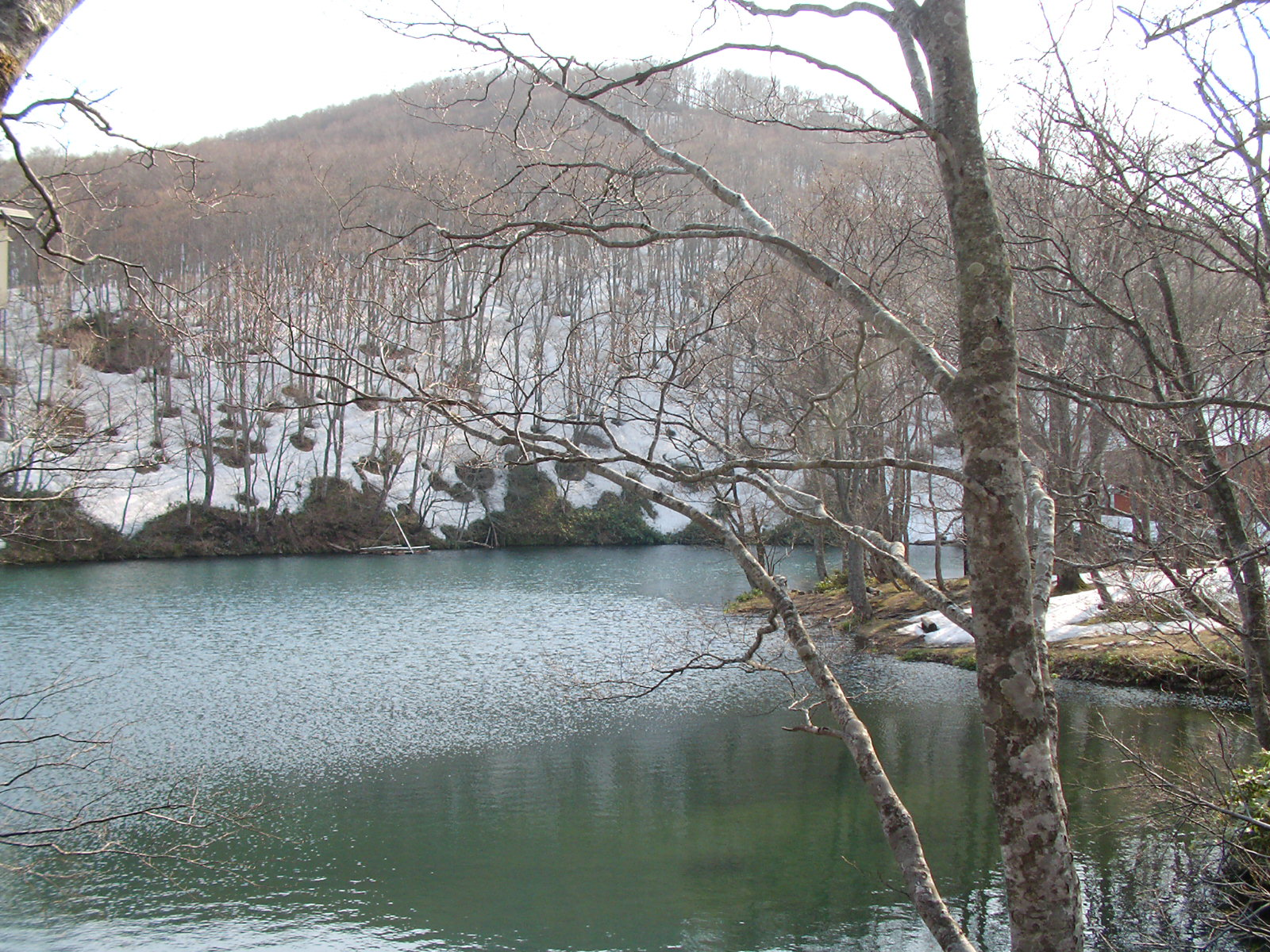
どっこ沼（2005年5月撮影）

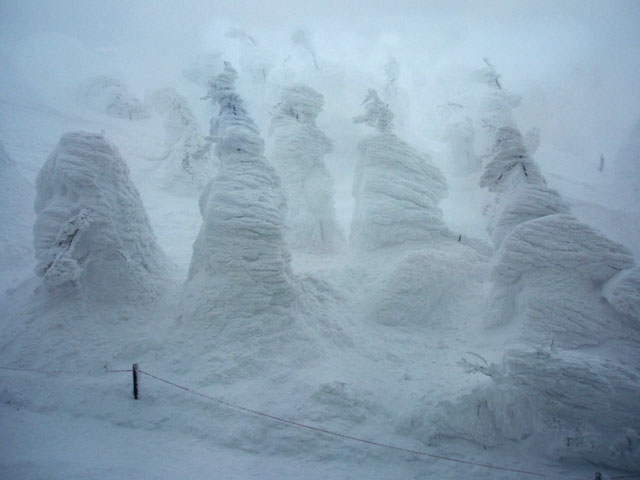
蔵王の樹氷（2005年2月撮影）

この組曲は9曲で構成されており、第1楽章から第5楽章までは前奏がない。
- 第1楽章「蔵王讃歌」 - ニ長調。途中でト長調に転調、一部で嬰ヘ長調の調性が現れ、再びニ長調に戻る。春について表現しており、明るい曲である。
- 第2楽章「投げよう林檎を」 - ト長調。曲調が第1楽章と似ている。軽快な曲である。同じフレーズが3回繰り返される。
- 第3楽章「苔の花」 - ニ長調。夏について表現した曲である。ゆったりとしたテンポで始まる。4分の3拍子。
- 第4楽章「どっこ沼」 - 変ホ長調。蔵王の「沼」について表現した曲である。それまでの曲と曲調がやや異なるが、大まかなイメージは変わらない。同じフレーズが4回繰り返される。4分の2拍子。
- 第5楽章「おはなし」 - ホ短調。秋から冬に季節が移り変わり、冬の生活について表現した曲である。アカペラの女声4部コーラス（最後の2小節のみ男声が登場）で曲が始まり、お爺さん（バスのソロ）と孫たちの話を表現した部分は掛け合いの方式で曲が進行し、最後は再び女声4部コーラスで曲を締める（最後の1小節のみ男声が登場）。
- 第6楽章「雪むすめ」 - ヘ長調。初めて前奏が登場する。全曲にわたり、ソプラノが歌詞を歌い、残りのパートはハミングでバックコーラスをつとめる。穏やかな曲である。
- 第7楽章「吹雪」 - ト短調。春が近づく中で、突如夜に激しい吹雪が降るところを表現した曲である。前の6曲とは曲調が大きく変わり、激しい伴奏で曲が始まる。男声コーラスからスタートし、女声コーラスに引き継がれる。
- 第8楽章「樹氷林」 - 激しい吹雪の一夜が明けてできた蔵王の樹氷を表現した曲である。冒頭の発想記号に「神秘的に」とあるように、増三和音が多用され、調性が不安定な曲である。テノールの斉唱に女声のバックコーラスで曲が始まる。
- 第9楽章「早春」 - 変ニ長調。厳しい冬が去り、再び春が来るところを表現した曲である。壮大で、明るい曲である。終盤は『土の歌』の終曲の「大地讃頌」と同様に伴奏が激しくなり、fffで終わる。